# شهادة اللغة الألمانية لمؤتمر وزراء التعليم

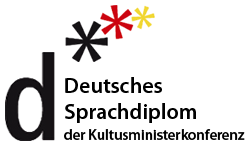

</br> The Deutsches Sprachdiplom der Kultusministerkonferenz ( engl .: ( شهادة اللغة الألمانية لمؤتمر وزراء التعليم ) هي شهادة اللغة الألمانية الرسمية من قبل سلطات التعليم الألمانية ووزارة الخارجية (ألمانيا) تشهد على مستويات معرفة اللغة الألمانية في المدارس في جميع أنحاء العالم. بدأ البرنامج، الذي كان يهدف في الأصل إلى تحفيز الاهتمام باللغة الألمانية، منذ عام 1973  ، وهو مختلف عن الشهادات المعادلة لمعهد جوته ، وهو مخصص للطلاب في المدارس المعترف بها رسميًا في الخارج، إما مدارس الدبلوم أو المدارس الألمانية بالخارج (Deutsche Auslandsschulen) . يعد البرنامج المشاركين لدراسة في ألمانيا في مسائل اللغة والقضايا الثقافية. وينتهي باختبار وشهادة بشأن الكفاءات اللغوية في المستوى A2 / B1 أو B2 / C1 من الإطار الأوروبي المرجعي الموحد للغات . الشهادة مع امتحانات مغادرة المدارس الوطنية تؤهل الطلاب الأجانب للتقدم للالتحاق بالجامعة في ألمانيا. 

## شكر وتقدير في ألمانيا
تعتبر السلطات الألمانية المسؤولة المستوى A2 / B1 الخاص بـ (شهادة اللغة الألمانية لمؤتمر وزراء التعليم) (DSD I) دليلاً على أن التلميذ قد وصل إلى مستوى من الكفاءة في اللغة الألمانية مطلوب للدخول إلى شتودينكولج استعدادًا لحضور إحدى الجامعات في ألمانيا .  يُعد المستوى B2 / C1 الخاص بـ ( شهادة اللغة الألمانية لمؤتمر وزراء التعليم ) (DSD II) دليلًا على أن الخريجين قد وصلوا إلى مستوى اللغة الألمانية المطلوب ليكون قادرًا على بدء الدراسة مباشرة في إحدى الجامعات في ألمانيا.  من أجل البدء في الدراسة في ألمانيا، قد يحتاج الطلاب إلى تلبية متطلبات إضافية تتجاوز الكفاءات اللغوية التي يمكن البحث فيها لكل بلد على حدة في قاعدة البيانات الرسمية ANABIN. 

## عن البرنامج
يوجد حاليًا حوالي 51000 طالب في أكثر من 65 دولة يشاركون في الامتحانات كل عام.  تقع معظم المدارس المعتمدة للمستوى A2 / B1 في روسيا وبولندا والولايات المتحدة والصين وإيطاليا. الدول الرائدة التي تقدم امتحانات المستوى B2 / C1 من المعهد الألماني للدراسات العليا هي روسيا وبولندا ورومانيا وكرواتيا والمجر. تم اعتماد حوالي 950 مدرسة مجتمعة  قبل اللجنة التوجيهية لـ Deutsches Sprachdiplom. تحسب اللجنة التوجيهية "Zentraler Ausschuss für das Deutsche Sprachdiplom" جودة شهادة اللغة. وأعضاؤها ممثلون عن وزارة الخارجية الألمانية والمكتب الاتحادي الألماني للإدارة والوكالة المركزية للمدارس في الخارج والولايات في ألمانيا. يرأس اللجنة السيد توماس ماير من بافاريا.  يتم إعداد امتحانات ( شهادة اللغة الألمانية لمؤتمر وزراء التعليم ) من قبل المكتب الاتحادي الألماني للإدارة - الوكالة المركزية للمدارس في الخارج (ZfA) في كولونيا التي تدير أيضًا شبكة من المستشارين حول اللغة الألمانية حول العالم. 

## عن الامتحان
بعد أن تعلمت اللغة الألمانية في المدرسة لعدة سنوات، يمكن لطلاب المدارس الثانوية الانضمام إلى الامتحانات في المستوى A2 / B1 أو في المستوى B2 / C1 اعتمادًا على اعتماد مدرستهم. جميع الاختبارات مجانية، والمواعيد المحددة للامتحانات هي في ديسمبر ومارس ( نصف الكرة الشمالي ) وفي أغسطس ( نصف الكرة الجنوبي ). يجب تسجيل كل مرشح من قبل المدرسة ويحتاج إلى موافقة الجانب الألماني. يسمح للطالب فقط بالمشاركة مرتين في كل مستوى. يشتمل الاختبار على فهم الاستماع وفهم القراءة ومهارات الكتابة والتواصل الشفهي للمرشح. تتم الأجزاء المكتوبة من الاختبار في الفصول والجزء الشفهي بشكل فردي أمام العمولة. يجب إكمال جميع الكفاءات الأربع بدرجة معينة من أجل الحصول على الدبلوم. 
من أجل تقديم الامتحانات، يجب أن تكون كل مدرسة مسجلة ومعتمدة من قبل المؤسسات الألمانية. يُسمح للمدارس بالتسجيل وتقديم امتحانات A2 / B1 أو امتحانات B2 / C1 بشكل منفصل أو كليهما معًا. تقدم المؤسسات الألمانية الدعم لكل مدرسة مشاركة تتألف من جملة أمور من بينها الدعم الشخصي والتدريب وتولي رئاسة لجنة الامتحانات من قبل موظفين من ألمانيا. 

## النقاط
يمثل كل قسم من أقسام الاختبار الأربعة (القراءة والاستماع والكتابة والتحدث) 25٪ من الامتحان. لكل قسم تم اختباره، يمكن الحصول على 24 نقطة كحد أقصى، وبناءً على النقاط المكتسبة في كل قسم، يتم تحديد مستوى الكفاءة اللغوية في القسم المذكور. يتم تقديم DSD II إلى المرشح إذا وصل إلى مستوى B2 أو أعلى في جميع الأقسام التي تم اختبارها. يتم تقديم الدرجات التي تزيد عن B2 على درجات C1 على الدبلوم. يتم تقديم DSD I إلى المرشح إذا وصل إلى جميع الأقسام التي تم اختبارها من المستوى B1 أو أعلى من الكفاءة اللغوية في اللغة الألمانية. أسفل DSD I ، يتم تقديم DSD A2 إلى المرشح إذا وصل إلى مستوى A2 على الأقل أو أعلى من إتقان اللغة الألمانية في جميع الأقسام التي تم اختبارها. 

## روابط خارجية
- المكتب الاتحادي الألماني للإدارة - الوكالة المركزية للمدارس في الخارج (الألمانية)
- Das Deutsche Sprachdiplom der Kultusministerkonferenz (الألمانية)
- دراسة وكسب الدكتوراه في ألمانيا
- قاعدة بيانات ANABIN الخاصة بالمؤتمر الدائم لوزراء التعليم والشؤون الثقافية للولايات في جمهورية ألمانيا الاتحادية
- دورات التمرين على DSD I (الألمانية)
- دورات تمرين على DSD II (الألمانية)